# Craig Agena
Craig John Agena (ur. 7 września 1960 w Honolulu) – amerykański judoka. Olimpijczyk z Los Angeles 1984, gdzie zajął dwudzieste miejsce w wadze półlekkiej.
Trzeci na wojskowych MŚ w 1987 roku.
Był zawodowym wojskowym. Osiągnął stopień pułkownika. Przez 17 lat służył w Japonii. Był szefem amerykańskiej misji pomagającej w odbudowie tego kraju po trzęsieniu ziemi i tsunami w  2011. Został odznaczony Orderem Wschodzącego Słońca III klasy.

## Letnie Igrzyska Olimpijskie 1984
| Konkurencja | Rundy eliminacyjne         | Klas. końcowa |
| Konkurencja | Przeciwnik I               | Miejsce       |
| ----------- | -------------------------- | ------------- |
| 65 kg       | Alfredo Chinchilla (NOR) P | 20.           |